# Nzingha Corona
Nzingha Corona is een corona op de planeet Venus. Nzingha Corona werd in 1997 genoemd naar de koningin (Ngola) van de Afrikaanse staten Ndongo en Matamba (in het hedendaagse Angola) Nzinga Mbande (1583–1663). De corona werd oorspronkelijk Nzingha Patera genoemd.
De corona heeft een diameter van 140 kilometer en bevindt zich in het quadrangle Pandrosos Dorsa (V-5).